# Byarum
Byarum är en småort i Vaggeryds kommun och kyrkby i Byarums socken.
I byn ligger Byarums kyrka. Kyrkogården är även orten Vaggeryds begravningsplats. Vaggerydsbanan går genom Byarum, men tågen slutade 2010 att göra uppehåll där. 
En industri på orten är Byarums bruk.
I Byarum finns också Byarums skola och fritidshem som är en liten verksamhet med ca 40 elever. Hela skolan och förskolan renoverades och blev klar i februari 2015.